# 33e division (armée impériale japonaise)
La 33e division (第33師団, Dai-sanjū-san shidan) est une unité d'infanterie de l'armée impériale japonaise. Son nom de code est Division Arc (弓兵団, Yumi-heidan). Elle est créée le 7 février 1939 à Utsunomiya en même temps que les 32e, 34e, 35e, 36e, et 37e divisions. Son quartier-général initial se trouve à Sendai. Elle recrute principalement dans le nord des préfectures de Tochigi, Ibaraki, et Gunma.

## Histoire
Initialement, la 33e division est assignée à la 11e armée dans le centre de la Chine et est envoyée au Hubei. Elle combat à la première bataille de Changsha à partir du 14 septembre 1939. En avril 1941, la 33e division est transférée au Shanxi et ses régiments de reconnaissance (en) sont dissous.
La 33e division est transférée à la 15e armée le 6 novembre 1941 et participe à l'invasion de la Birmanie britannique sous le commandement du lieutenant-général Shōzō Sakurai. La 33e division commence par débarquer à Bangkok en janvier 1942 avant de progresser à l'intérieur des terres. Elle perd un bataillon à la bataille de Yenangyaung mais achève la conquête de la Birmanie en mai 1942. Plus tard, en décembre 1942, la 33e division participe à la victoire sur les forces alliées pendant la campagne d'Arakan 1942-43.

### Bataille d'Imphal
Comme la ligne Siam-Birmanie est terminée le 25 octobre 1943, le commandement japonais en Birmanie est réorganisé. Un nouveau quartier-général, l'armée régionale japonaise de Birmanie, est créée sous le commandement du lieutenant-général Masakazu Kawabe. L'une de ses formations, responsable de la partie centrale du front face à l'Inde britannique au Nagaland et en Assam, est la 15e armée, dont le nouveau commandant est le lieutenant-général Renya Mutaguchi. Au même moment, le lieutenant-général Shōzō Sakurai est promu à la tête de la 28e armée dans le sud de la Birmanie. Il est remplacé par le lieutenant-général Motoso Yanagida à la tête de la 33e division.
Le plan de Renya Mutaguchi est d'envoyer la 33e division détruire la 17e division indienne à Tedim, puis d'attaquer Imphal au nord, une action intitulée opération U-Go. La 33e division, sous le commandement du major-général Tsunoru Yamamoto, forme une « force Yamamoto » composée d'unités des 33e et 15e divisions sous le commandement du lieutenant-général Masafumi Yamauchi, pour envelopper Imphal par le nord tandis qu'une opération séparée, avec la 31e division du lieutenant-général Kōtoku Satō, isole Imphal en capturant les environs de Kohima. Tous les commandants de division de Renya Mutaguchi ne sont pas satisfaits de ce plan et Motoso Yanagida le traite ouvertement d'« imbécile ».
Durant les premiers temps de la bataille d'Imphal, la 33e division isole la 17e division indienne du major-général David Tennant Cowan. Le 215e régiment d'infanterie du colonel Masahiko Sasahara capture un dépôt de matériel au kilomètre 109, 30 km derrière les principales positions de Cowan. Le 214e régiment japonais du colonel Takanobu Sakuma capture Tongzang et une crête au milieu de la seule route, quelques kilomètres derrière la position de la 17e division indienne. Cependant, il ne peut fortifier la position avant l'arrivée de la 48e brigade indienne le 18 mars 1944, subissant de lourdes pertes. Les combats autour du kilomètres 109 sont même plus violents.
Début avril 1944, la 33e division attaque Bishnupur (en) par le sud, où elle coupe une piste secondaire de Silchar vers la plaine. Motoso Yanagida est plutôt pessimiste et déçu de son échec à piéger la 17e division indienne. Il est également secoué par un message radio confus qui indique que l'un de ses régiments a été détruit au kilomètre 109. Il avance alors avec précaution. En faisant cela, il perd une chance de victoire car Bishnupur n'est tenu que par la 32e brigade indienne (de la 20e division) et la 17e division indienne s'y repose après sa retraite. Renya Mutaguchi lui retire son commandement.
Début mai 1944, les Britanniques contre-attaquent. Aucune division japonaise n'a reçu d'approvisionnement suffisant depuis le début de l'offensive (la ligne Siam-Birmanie n'est capable de transporter que seulement 400 tonnes de marchandises par jour, bien loin des 3 000 tonnes de sa capacité nominale), et plusieurs troupes souffrent d'un manque de vivres, tandis que d'autres sont malades de la malaria, et la plupart manquent de munitions. Bien qu'il n'ait aucun espoir réaliste de succès, Renya Mutaguchi (et son supérieur Masakasu Kawabe) lance de nouvelles attaques. La 33e division, renforcée par des bataillons des 53e et 54e divisions et menée par un nouveau commandant, le lieutenant-général Nobuo Tanaka, lance une violente attaque sur les positions de la 17e division indienne à Bishnupur le 20 mai 1944, mais échoue à les submerger, et a perdu 70 % de ses hommes en juin 1944.
Le 2 juin 1944, les commandants de divisions de Renya Mutaguchi refusent d'effectuer de nouvelles attaques sur Imphal car ils ne sont pas en condition de le faire. Renya Mutaguchi ordonne finalement de stopper les offensives le 3 juillet 1944. Les Japonais reculent derrière le fleuve Chindwin, abandonnant leur artillerie, leurs véhicules de transport, et leurs soldats trop malades pour marcher. La défaite à Kohima et Imphal est la plus grande défaite de l'histoire japonaise. Les pertes sont de 55 000, dont 13 500 tués.

### Poursuites des opérations en Birmanie
La 33e division est reformée jusqu'à une force 10 000 hommes. Lorsque les alliés lancent leur offensive (bataille de Meiktila et Mandalay) dans le centre de la Birmanie, les Japonais reculent derrière le fleuve Irrawaddy. Une force d'arrière-garde de la 33e division subit de lourdes pertes en défendant le port fluvial de Monywa sur le Chindwin. Au début de la bataille de Pokoku et opérations de l'Irrawaddy en février-mars 1945 après que les alliés aient traversé l'Irrawaddy, la 33e division défend le port fluvial vital de Myingyan. Elle n'est pas directement attaquée car les têtes de pont des alliés sont situées à l'est et l'ouest de ses positions. La division tient Myingyan jusqu'à ce que la 15e armée soit prête à se replier. Elle subit des pertes supplémentaires en se repliant vers le sud.
À la fin de la guerre, la division se trouve à Moulmein dans le sud de la Birmanie.